# Dick Murdoch
Hoyt Richard Murdoch, detto Dick (Waxahachie, 16 agosto 1946 – Canyon, 15 giugno 1996), è stato un wrestler statunitense.

## Carriera
Murdoch nacque a Waxahachie, in Texas. Wrestler di seconda generazione, figlio del lottatore texano degli anni cinquanta Frankie Hill Murdoch, Dick crebbe guardando combattere suo padre in giro per il Texas. In carriera Frank Murdoch detenne il titolo NWA Southwest Junior Heavyweight Championship in tre diverse occasioni.
Dick Murdoch debuttò nel wrestling nel 1965 combattendo con lo pseudonimo Ron Carson in coppia con Don Carson. Presto però iniziò a lottare con il suo vero nome. Nel 1968, formò un tag team insieme a Dusty Rhodes denominato "The Texas Outlaws". Dopo essersi diviso da Rhodes, andò a combattere nella Florida Championship Wrestling, nella National Wrestling Alliance, e nella Mid-South Wrestling.
Il suo periodo di maggior fama ebbe luogo nella Mid-South Wrestling all'inizio degli anni ottanta, mentre combatteva in coppia con Junkyard Dog. Il duo era molto popolare a livello locale, attraendo molti spettatori. Il feud che li vide contrapposti ai Fabulous Freebirds risultò forse essere quello di maggior successo nella storia della federazione.
Nel 1984, passò alla World Wrestling Federation dove formò un tag team con Adrian Adonis. I due riuscirono a conquistare il titolo World Tag Team Championship. Murdoch lasciò la WWF nel 1985 dopo che la coppia ebbe ceduto i titoli agli US Express (Mike Rotundo e Barry Windham). Lottò per breve tempo nella Mid-South Wrestling prima di far ritorno alla Jim Crockett Promotions nel 1986. Lì ebbe un feud con Ric Flair.
All'inizio del 1987, Murdoch si unì a Ivan Koloff e Vladimir Petrov nel loro tentativo di scontrarsi con Nikita Koloff e Dusty Rhodes. Murdoch, che all'epoca deteneva il titolo NWA United States Tag Team Championship insieme a Ivan, infortunò Nikita al collo, e la cosa gli costò una sospensione di 30 giorni dall'attività (kayfabe) e la privazione del titolo tag team. Murdoch lasciò la NWA e lottò nella World Wrestling Council prima di riapparire nella World Championship Wrestling nel 1991 come membro degli "Hardliners" o "Hardline Collection Agency", con Dick Slater. I due ebbero un feud con Rick & Scott Steiner ma non riuscirono a vincere le cinture.
Nel 1995 Murdoch partecipò a sorpresa nell'edizione di quell'anno della Royal Rumble. Venne eliminato da Henry O. Godwinn. Successivamente continuò a combattere in federazioni minori facenti parte del circuito indipendente.

## Morte
Dick Murdoch morì improvvisamente il 15 giugno 1996, mentre era ancora in attività, colpito da infarto.
Oggi riposa nel Memorial Park di Amarillo, Texas.

## Vita privata
Murdoch si sposò con Janice Hix il 21 settembre 1966. La coppia ebbe un figlio prima di divorziare il 1º ottobre 1973.
Murdoch è apparso in quattro film: Bestione superstar (The Wrestler, 1974), Taverna Paradiso (Paradise Alley, 1978), Grunt! The Wrestling Movie (1985) e Manhattan Merengue! (1995).

### Ku Klux Klan

La croce bianca, uno dei simboli del Ku Klux Klan

Nel corso degli anni, molti wrestler che conobbero Murdoch affermarono che egli fosse un convinto razzista e che fosse membro del Ku Klux Klan. In una intervista "shoot", Bad News Brown accusò espressamente Dick Murdoch di essere un membro del Klan. Ciò venne confermato anche da Tito Santana nella sua autobiografia Tales from the Ring. L'ex redattore capo di WWE SmackDown Alex Greenfield riportò inoltre un fatto raccontatogli da Dusty Rhodes, il quale gli confessò come Murdoch, una volta, lo avesse portato ad una festa senza però dirgli che si trattasse di una riunione di membri del KKK. Più recentemente, l'ex wrestler Rocky Johnson, padre di Dwayne "The Rock" Johnson, ribadì che Murdoch fosse membro del Ku Klux Klan e che una volta, nel corso di un match, lo mise veramente KO perché non gli piacevano i razzisti.

## Personaggio
Mossa finale
- Brainbuster[8]

Manager
- Joe Don Smith
- Paul Jones
- Oliver Humperdink
- "Hot Stuff" Eddie Gilbert
- Jim Cornette
- Skandor Akbar
- Lou Albano

Soprannomi
- "Captain Redneck"
- "Dirty" Dick Murdoch

## Titoli e riconoscimenti
- All Japan Pro Wrestling
  - NWA United National Championship (1)[9]
- Central States Wrestling
  - NWA Central States Heavyweight Championship (2)[10]
  - NWA Central States Tag Team Championship (1) – con Bob Brown[11]
  - NWA North American Tag Team Championship (Central States version) (3) – con Dusty Rhodes (1) e Bob Sweetan (2)[12][13]
- Championship Wrestling from Florida
  - NWA Florida Tag Team Championship (2) – con Dusty Rhodes (1), Bobby Duncum (1)
  - NWA Southern Heavyweight Championship (Florida version) (1)[14]
- Gulf Coast Championship Wrestling
  - NWA Gulf Coast Tag Team Championship (1) – con Don Carson[15]
- Jim Crockett Promotions
  - NWA United States Tag Team Championship (1) – con Ivan Koloff[16]
- NWA Big Time Wrestling
  - NWA American Tag Team Championship (1) – con Dusty Rhodes[17]
- NWA Detroit
  - NWA World Tag Team Championship (Detroit version) (1) – con Dusty Rhodes[18]
- NWA Mid-America
  - NWA World Tag Team Championship (Mid-America version) (1) – con Don Carson[19]
- NWA Tri-State / Mid-South Wrestling Association
  - Mid-South North American Championship (2)[20]
  - Mid-South Tag Team Championship (3) – con Junkyard Dog[21]
  - NWA North American Heavyweight Championship (Tri-State version) (3)
  - NWA Tri-State Brass Knuckles Championship (1 time)[22]
  - NWA United States Tag Team Championship (Tri-State version) (2) – con Killer Karl Kox (1), Ted DiBiase (1)[23]
- NWA Western States Sports
  - NWA Brass Knuckles Championship (Amarillo version) (3)[24]
  - NWA International Heavyweight Championship (Amarillo version) (3 times)[25]
  - NWA Western States Heavyweight Championship (1)[26]
  - NWA Western States Tag Team Championship (1) – con Bobby Duncum[27]
- National Wrestling Federation
  - NWF World Tag Team Championship (1) – con Dusty Rhodes
- Professional Wrestling Hall of Fame and Museum
  - Classe del 2013[28]
- Pro Wrestling Illustrated
  - PWI Most Inspirational Wrestler of the Year (1974)[29]
  - 96º nella lista dei 500 migliori wrestler nei "PWI Years" del 2003[30]
- St. Louis Wrestling Club
  - NWA Missouri Heavyweight Championship (3)[31]
  - St. Louis Wrestling Hall of Fame
- World Championship Wrestling (Australia)
  - IWA World Tag Team Championship (2) – con Lars Anderson (1), Dusty Rhodes (1)[32]
- World Wrestling Council
  - WWC Universal Heavyweight Championship (1)[33]
  - WWC World Television Championship (2)[34]
- World Wrestling Federation
  - WWF Tag Team Championship (1) – con Adrian Adonis[35]